# Бенджамин, Артур (математик)
Артур Т. Бенджамин (англ. Arthur T. Benjamin родился 19 марта 1961 года) — американский математик, специализирующийся в комбинаторике. Автор бестселлера «Магия математики. Как найти x и зачем это нужно».
Известен публичными выступлениями с демонстрацией способностей в устном счете и «математической магии».

## Образование
В 1983 году Артур Бенджамин с отличием окончил Университет Карнеги — Меллон по специальности «прикладная математика», получив степень бакалавра наук. Затем в 1989 году он получил степень магистра наук и доктора философии в области прикладной математики в университете Джонса Хопкинса
.
На первом курсе университета Карнеги — Меллон Бенджамин написал тексты песен и придумал магические спецэффекты для музыкальной комедии Киже!, над которой он работал в соавторстве со Скоттом Макгрегором и композитором Артуром Дарреллом Тернером. Этот мюзикл победил в ежегодном конкурсе и был впервые поставлен на университетском музыкальном фестивале в 1980 году.

## Карьера

### Научная карьера

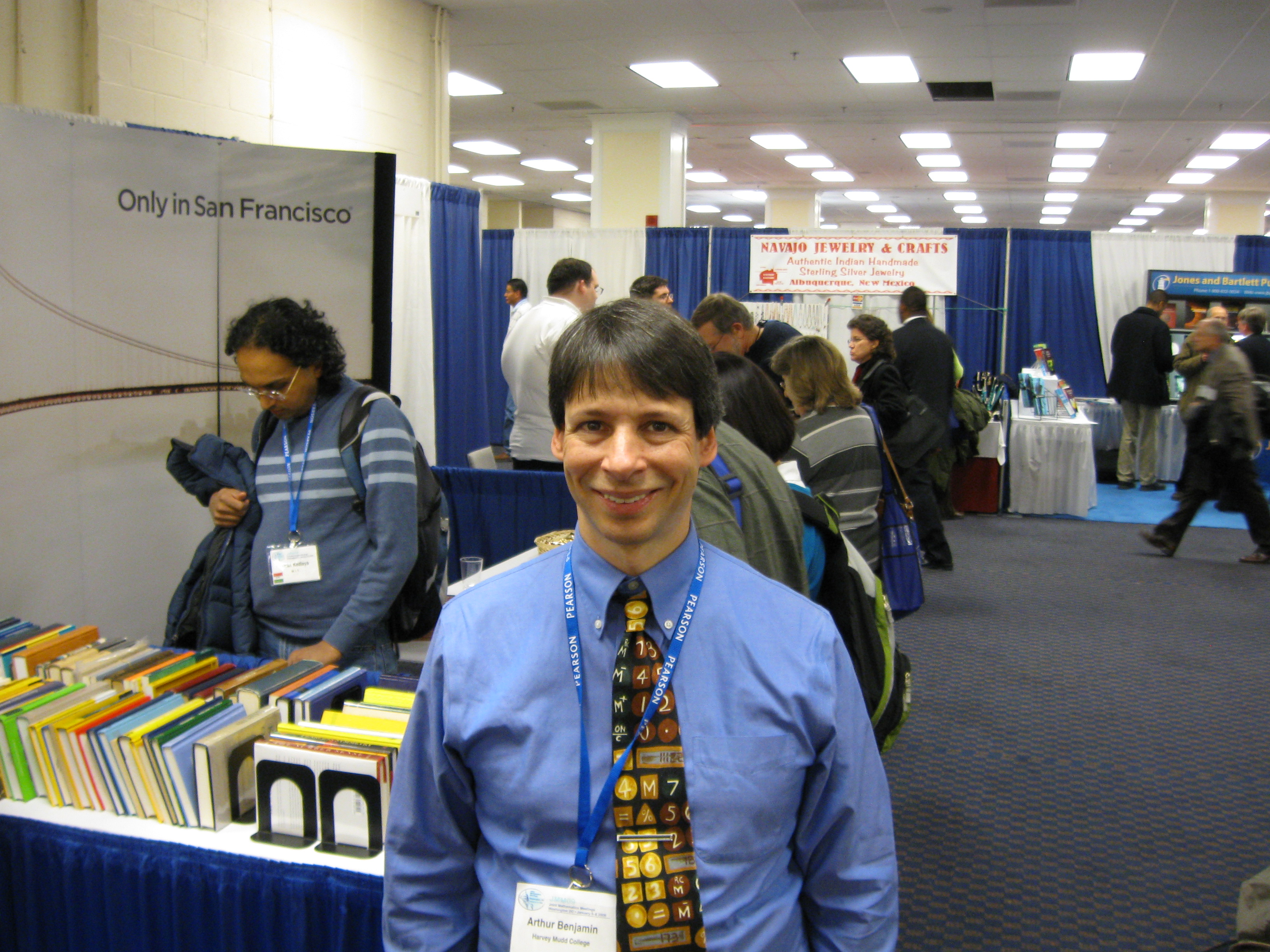
Артур Бенджамин на «Математических встречах» в Вашингтоне, январь 2009 года.

Артур Бенджамин работал в качестве математика во время учёбы в университете, включая Национальное бюро стандартов, Агентство национальной безопасности. 
После получения степени доктора философии Бенджамин начал работать как доцент кафедры математики в колледже Харви-Мад. Сегодня он профессор этого колледжа, а также с 2002 по 2004 год возглавлял факультет математики. Артур Бенджамин автор 90 научных работ и пяти книг.
Он также снял несколько лекционных курсов по математике («The Great Courses» для The Teaching Company), включая курсы по «Дискретной математике», «Устному счету» и «Математике игр: от карт до судоку». Бенджамин пять лет был соредактором журнала «Math Horizons».

### Математическая магия

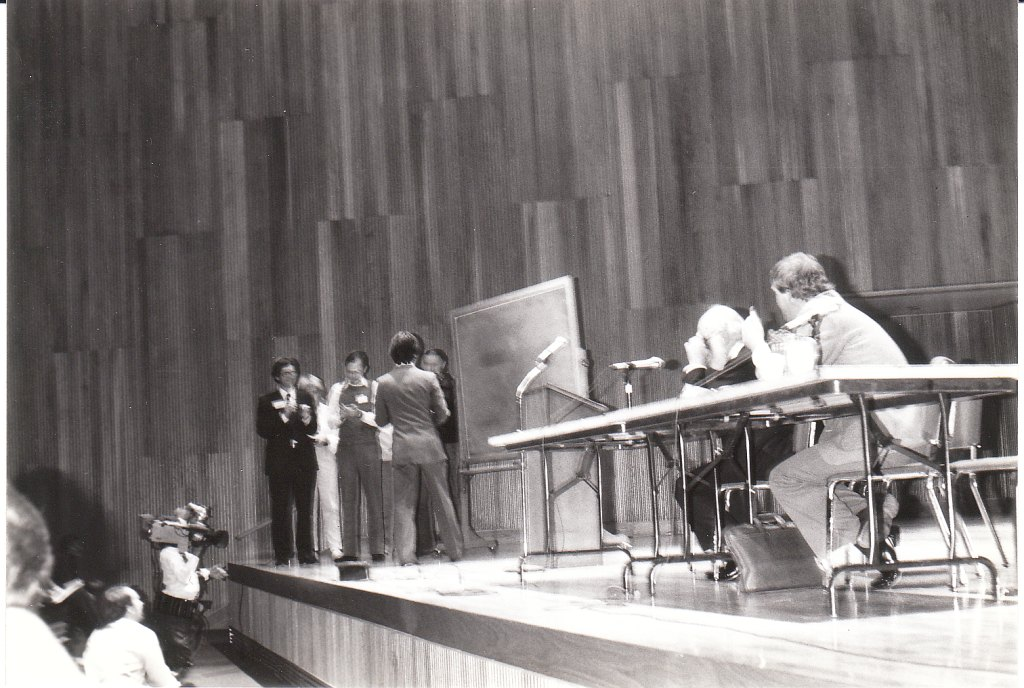
Артур Бенджамин выступает на конференции Комитета скептических расследований в Буффало.

Артур Бенджамин долгое время интересовался иллюзионизмом (магией). Учась в колледже, он оттачивал навыки мага и участвовал в конференциях иллюзионистов. На одной из таких конференций он встретил известного мага и научного скептика Джеймса Рэнди, под влиянием которого Бенджамин принял решение устраивать публичные математические шоу. Ранди пригласил Бенджамина выступить с математическими фокусами в телевизионной программе, а также вовлек его в растущие ряды научных скептиков.
Бенджамин регулярно выступает с Математической программой в школах, колледжах и на конференциях
.
На этих представлениях он демонстрирует математические трюки вроде возведения в квадрат пятизначных чисел и определения дня недели, в который родился кто-либо из публики на основании их дней рождения.

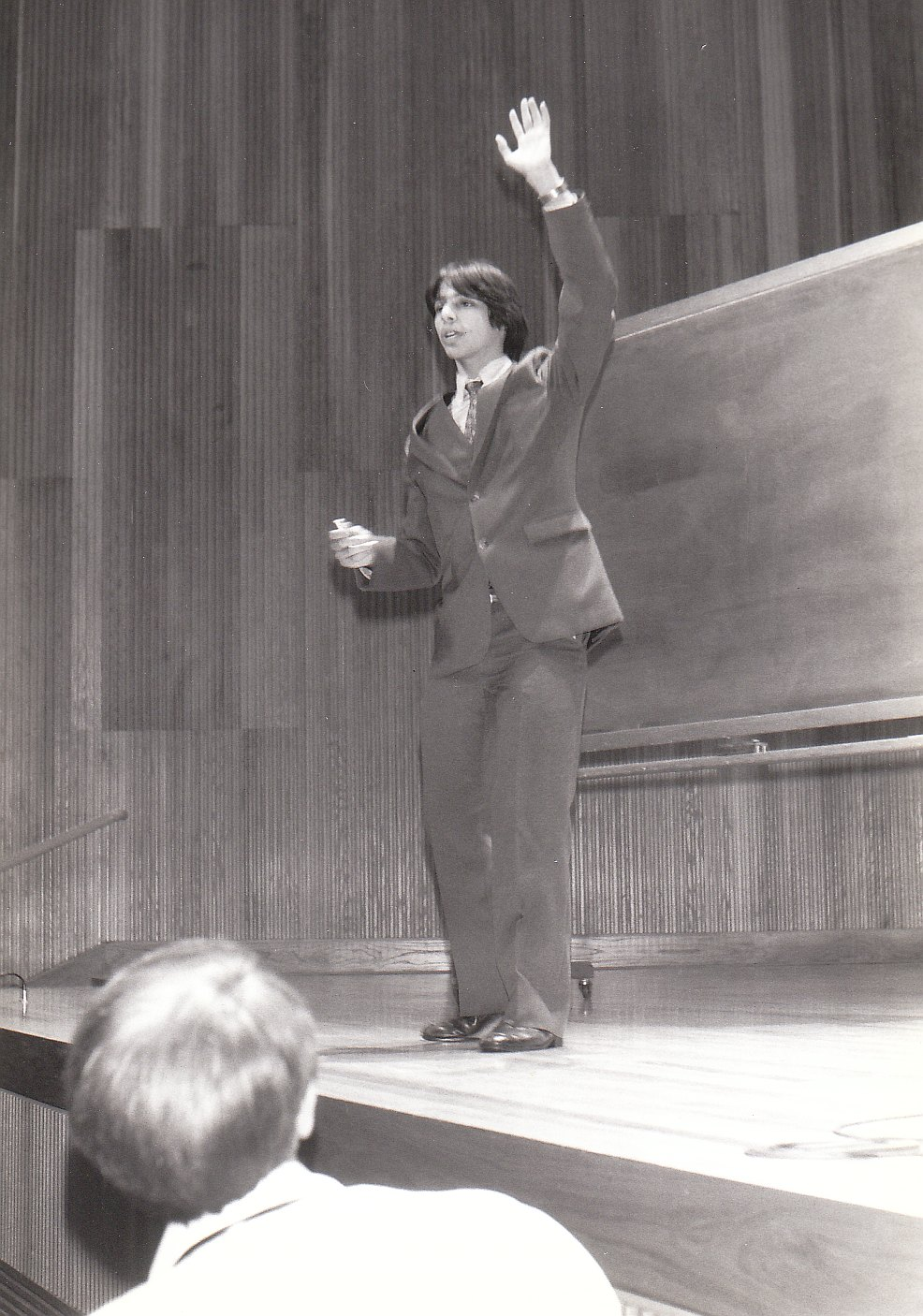
Артур Бенджамин выступает на конференции Комитета скептических расследований Буффало.

## Награды и отличия
- Игрок года, Американский турнир по бэкгэммону 1997 года[10]
- Член Института комбинаторики с 2000 года[4]
- Награда Математической ассоциации Америки, 2000 год[4]
- Награда Американской ассоциации библиотек «За доказательства, которые работают», 2004 год[4]
- Член сообщества преподавателей им. Дьёрдья Пойя Математической ассоциации Америки с 2006 по 2008 год[4]
- Один из 300 лучших профессоров по версии The Princeton Review, 2012[4]

## СМИ
Артур Бенджамин трижды выступал на конференциях TED Talks. В 2005 году он выступил со своей математической программой, в 2009 году с призывом улучшить преподавание математики в школах, выступление 2013 года было посвящено тому, как числа Фибоначчи могут быть рассмотрены в качестве иллюстрации трех важнейших причин для изучения математики: расчета, применения, вдохновения.
Бенджамин принимал участие во многих телепрограммах, включая программу «Отчет Кольбера» в 2010 году. Ему посвящено более 100 статей в таких изданиях, как New York Times, People Magazine, USA Today и Scientific American.

### Книги, изданные на русском языке
- Артур Бенджамин. Магия математики. Как найти x и зачем это нужно = The Magic of Math: Solving for x and Figuring Out Why. — М.: Альпина Паблишер, 2016. — 342 с. — ISBN 978-5-9614-5588-5.

- Артур Бенджамин, Майкл Шермер. Магия чисел. Моментальные вычисления в уме и другие математические фокусы = Secrets of Mental Math: The Mathemagician's Guide to Lightning Calculation and Amazing Math Tricks. — М.: Манн, Иванов и Фербер, 2016. — 320 с. — ISBN 978-5-00100-070-9.